# Мильтонъяун
Мильтонъяун (также Митынгъяун, устар. Мильтон-Яун) — река в России, протекает по территории Сургутского района Ханты-Мансийского автономного округа. Устье реки находится в 50 км по левому берегу реки Пим. Длина реки — 88 км, площадь водосборного бассейна — 518 км².
Высота истока — 74,1 м над уровнем моря. Высота устья — 36 м над уровнем моря.

## Притоки
- Ай-Нёримъяун
- 22 км: Паутльяун
- Ланкияун
- Ай-Ерканимияун

## Данные водного реестра
По данным государственного водного реестра России относится к Верхнеобскому бассейновому округу, водохозяйственный участок реки — Обь от города Нефтеюганск до впадения реки Иртыш, речной подбассейн реки — Обь ниже Ваха до впадения Иртыша. Речной бассейн реки — (Верхняя) Обь до впадения Иртыша.